# Jelena Arkadjewna Naimuschina
Jelena Arkadjewna Naimuschina (russisch Елена Аркадьевна Наимушина; * 19. November 1964 in Askis, Sowjetunion; † 14. März 2017 in Krasnojarsk) war eine russische Kunstturnerin.

## Karriere
Naimuschina gewann bei den Olympischen Spielen 1980 in Moskau Gold im Mannschaftsmehrkampf mit der sowjetischen Mannschaft. Im Einzelmehrkampf belegte sie Rang zwölf in der Qualifikation, verpasste jedoch das Finale, da pro Nation nur drei Turnerinnen zugelassen waren und sie die sechstbeste Sowjetin war. Bei sowjetischen Meisterschaften gewann sie 1980 Gold am Schwebebalken sowie 1980 Silber und 1979 Bronze am Boden. Für ihre Leistungen wurde sie 1980 mit dem Titel Verdiente Meisterin des Sports der UdSSR ausgezeichnet und erhielt die Medaille Für Verdienste um die Arbeit.
Nach einer schweren Rückenverletzung beendete sie 1982 ihre aktive Karriere. Im Anschluss heiratete sie einen lettischen Radsportler und zog nach Lettland. Nach der Trennung im Jahr 2002 kehrte sie nach Russland zurück. 1996 schloss sie ein Fernstudium an der Staatlichen Pädagogischen Universität Krasnojarsk ab.